# Sergio Montanari
Sergio Montanari (Roma, 22 ottobre 1937 – Roma, 23 marzo 1999) è stato un montatore italiano.

## Biografia
In più di trent'anni di carriera ha lavorato al montaggio di moltissime pellicole del cosiddetto cinema di genere tra fine anni sessanta e fine anni ottanta: tra queste, sette film della serie di Neri Parenti sul ragionier Ugo Fantozzi.

## Filmografia parziale
- L'immorale, regia di Pietro Germi (1967)
- Per qualche dollaro in meno, regia di Mario Mattoli (1966)
- Django, regia di Sergio Corbucci (1966)
- Signore & signori, regia di Pietro Germi (1966)
- Texas addio, regia di Ferdinando Baldi (1966)
- La feldmarescialla - Rita fugge... lui corre... egli scappa, regia di Steno (1967)
- Dio perdona... io no!, regia di Giuseppe Colizzi (1967)
- Assassination, regia di Emilio P. Miraglia (1967)
- L'occhio selvaggio, regia di Paolo Cavara (1967)
- Io non protesto, io amo, regia di Ferdinando Baldi (1967)
- 10.000 dollari per un massacro, regia di Romolo Guerrieri (1967)
- Cuore matto... matto da legare, regia di Mario Amendola (1967)
- Peggio per me... meglio per te, regia di Bruno Corbucci (1967)
- Pronto... c'è una certa Giuliana per te, regia di Massimo Franciosa (1967)
- Riderà (Cuore matto), regia di Bruno Corbucci (1967)
- La matriarca, regia di Pasquale Festa Campanile (1968)
- Al di là della legge, regia di Giorgio Stegani (1968)
- Oggi a me... domani a te, regia di Tonino Cervi (1968)
- Mangiala, regia di Francesco Casaretti (1968)
- Quella carogna dell'ispettore Sterling, regia di Emilio P. Miraglia (1968)
- Sette volte sette, regia di Michele Lupo (1968)
- L'amica, regia di Alberto Lattuada (1969)
- Il prof. dott. Guido Tersilli primario della clinica Villa Celeste convenzionata con le mutue, regia di Luciano Salce (1969)
- Certo, certissimo, anzi... probabile, regia di Marcello Fondato (1969)
- La stagione dei sensi, regia di Massimo Franciosa (1969)
- Un esercito di 5 uomini, regia di Italo Zingarelli (1969)
- L'arcangelo, regia di Giorgio Capitani (1969)
- Serafino, regia di Pietro Germi (1969)
- Colpo di stato, regia di Luciano Salce (1969)
- La monaca di Monza, regia di Eriprando Visconti (1969)
- La donna invisibile, regia di Paolo Spinola (1969)
- Ninì Tirabusciò, la donna che inventò la mossa, regia di Marcello Fondato (1970)
- Con quale amore, con quanto amore, regia di Pasquale Festa Campanile (1970)
- Quando le donne avevano la coda, regia di Pasquale Festa Campanile (1970)
- Venga a prendere il caffè... da noi, regia di Alberto Lattuada (1970)
- Contestazione generale, regia di Luigi Zampa (1970)
- Il divorzio, regia di Romolo Guerrieri (1970)
- La Califfa, regia di Alberto Bevilacqua (1970)
- Homo Eroticus, regia di Marco Vicario (1971)
- Il merlo maschio, regia di Pasquale Festa Campanile (1971)
- Il provinciale, regia di Luciano Salce (1971)
- Alfredo Alfredo, regia di Pietro Germi (1972)
- Bianco, rosso e..., regia di Alberto Lattuada (1972)
- Revolver, regia di Sergio Sollima (1973)
- Malizia, regia di Salvatore Samperi (1973)
- Sono stato io!, regia di Alberto Lattuada (1973)
- ...altrimenti ci arrabbiamo!, regia di Marcello Fondato (1974)
- Peccato veniale, regia di Salvatore Samperi (1974)
- La sbandata, regia di Alfredo Malfatti (1974)
- Attenti al buffone, regia di Alberto Bevilacqua (1975)
- La città sconvolta: caccia spietata ai rapitori, regia di Fernando Di Leo (1975)
- A mezzanotte va la ronda del piacere, regia di Marcello Fondato (1975)
- Sturmtruppen, regia di Salvatore Samperi (1976)
- Oh, Serafina!, regia di Alberto Lattuada (1976)
- Scandalo, regia di Salvatore Samperi (1976)
- Cuore di cane, regia di Alberto Lattuada (1976)
- E tanta paura, regia di Paolo Cavara (1976)
- Ecco noi per esempio..., regia di Sergio Corbucci (1977)
- Così come sei, regia di Alberto Lattuada (1978)
- Ernesto, regia di Salvatore Samperi (1979)
- Un amore in prima classe, regia di Salvatore Samperi (1980)
- La cicala, regia di Alberto Lattuada (1980)
- Fantozzi contro tutti, regia di Neri Parenti e Paolo Villaggio (1980)
- Odio le bionde, regia di Giorgio Capitani (1980)
- Bollenti spiriti, regia di Giorgio Capitani (1981)
- Fracchia la belva umana, regia di Neri Parenti (1981)
- Nudo di donna, regia di Nino Manfredi (1981)
- Casta e pura, regia di Salvatore Samperi (1981)
- Ad ovest di Paperino, regia di Alessandro Benvenuti (1981)
- Io, Chiara e lo Scuro, regia di Maurizio Ponzi (1982)
- Madonna che silenzio c'è stasera, regia di Maurizio Ponzi (1982)
- Piso pisello, regia di Peter Del Monte (1982)
- Una di troppo, regia di Pino Tosini (1982)
- Sogni mostruosamente proibiti, regia di Neri Parenti (1982)
- Pappa e ciccia, regia di Neri Parenti (1983)
- Fantozzi subisce ancora, regia di Neri Parenti (1983)
- Son contento, regia di Maurizio Ponzi (1983)
- Vai alla grande, regia di Salvatore Samperi (1983)
- Fotografando Patrizia, regia di Salvatore Samperi (1984)
- Fracchia contro Dracula, regia di Neri Parenti (1985)
- La gabbia, regia di Giuseppe Patroni Griffi (1985)
- I pompieri, regia di Neri Parenti (1985)
- La donna delle meraviglie, regia di Alberto Bevilacqua (1985)
- Tutta colpa del paradiso, regia di Francesco Nuti (1985)
- La Bonne, regia di Salvatore Samperi
- Superfantozzi, regia di Neri Parenti (1986)
- Scuola di ladri, regia di Neri Parenti (1986)
- Scuola di ladri - Parte seconda, regia di Neri Parenti (1987)
- Kamikazen - Ultima notte a Milano, regia di Gabriele Salvatores (1987)
- Fantozzi va in pensione, regia di Neri Parenti (1988)
- Il nido del ragno, regia di Gianfranco Giagni (1988)
- Caruso Pascoski (di padre polacco), regia di Francesco Nuti (1988)
- Il volpone, regia di Maurizio Ponzi (1988)
- Fratelli d'Italia, regia di Neri Parenti (1989)
- Ho vinto la lotteria di capodanno, regia di Neri Parenti (1989)
- Paganini Horror, regia di Luigi Cozzi (1989)
- Benvenuti in casa Gori, regia di Alessandro Benvenuti (1990)
- Fantozzi alla riscossa, regia di Neri Parenti (1990)
- Le comiche, regia di Neri Parenti (1990)
- Volevo i pantaloni, regia di Maurizio Ponzi (1990)
- Malizia 2mila, regia di Salvatore Samperi (1991)
- Donne con le gonne, regia di Francesco Nuti (1991)
- Zitti e mosca, regia di Alessandro Benvenuti (1991)
- Infelici e contenti, regia di Neri Parenti (1992)
- Le comiche 2, regia di Neri Parenti (1992)
- Sognando la California, regia di Carlo Vanzina (1992)
- Caino e Caino, regia di Alessandro Benvenuti (1993)
- Fantozzi in paradiso, regia di Neri Parenti (1993)
- La bella vita, regia di Paolo Virzì (1994)
- Anche i commercialisti hanno un'anima, regia di Maurizio Ponzi (1994)
- Chicken Park, regia di Jerry Calà (1994)
- I mitici - Colpo gobbo a Milano, regia di Carlo Vanzina (1994)
- Le nuove comiche, regia di Neri Parenti (1994)
- S.P.Q.R. - 2000 e ½ anni fa, regia di Carlo Vanzina (1994)
- Io no spik inglish, regia di Carlo Vanzina (1995)
- Selvaggi, regia di Carlo Vanzina (1995)
- Vacanze di Natale '95, regia di Neri Parenti (1995)
- Fantozzi - Il ritorno, regia di Neri Parenti (1996)
- A spasso nel tempo, regia di Carlo Vanzina (1996)
- Squillo, regia di Carlo Vanzina (1996)
- Italiani, regia di Maurizio Ponzi (1996)
- Un inverno freddo freddo, regia di Roberto Cimpanelli (1996)
- A spasso nel tempo - L'avventura continua, regia di Carlo Vanzina (1997)
- Banzai, regia di Carlo Vanzina (1997)
- Fratelli coltelli, regia di Maurizio Ponzi (1997)
- Cucciolo, regia di Neri Parenti (1998)
- Paparazzi, regia di Neri Parenti (1998)
- Besame mucho, regia di Maurizio Ponzi (1999)
- Il cielo in una stanza, regia di Carlo Vanzina (1999)